# Gauß-Gymnasium Worms
Das Gauß-Gymnasium Worms in Worms ist ein Gymnasium mit mathematisch-naturwissenschaftlicher und neusprachlicher Prägung. Benannt ist es nach dem Mathematiker Carl Friedrich Gauß.
Im Schuljahr 2023/24 besuchten etwa 1200 Schüler das Gauß-Gymnasium. Wie auf jedem Gymnasium in Rheinland-Pfalz absolvieren die Schüler die 5. bis zur 13. Jahrgangsstufe. Als besonderes Angebot bietet die Schule naturwissenschaftlichen Wahlunterricht so wie bilingualen Unterricht in deutscher und englischer Sprache ab der fünften Klasse an. Die Schule gehört seit dem Schuljahr 2018/19 zum Netzwerk der MINT-EC-Schulen.

## Geschichte
1804 wurde die Wormser Sekundärschule gegründet. Sie nahm mit 3 Lehrern, einem Direktor und 37 Schülern in 3 Klassen den Betrieb auf. 1903 wurde die Schule zur Oberrealschule erklärt und damit dem Gymnasium gleichgestellt. Zu dieser Zeit definierte sich auch der pädagogische Schwerpunkt auf die Naturwissenschaften.
Von 1906 bis zur Eröffnung des Mädchengymnasiums durften Mädchen als Gastschülerinnen den Unterricht besuchen. Im Zweiten Weltkrieg wurde die Schule erheblich beschädigt und erst 1953 konnte im eigentlichen Schulgebäude der Unterricht wieder aufgenommen werden. Durch die stetig wachsenden Schülerzahlen wurde jedoch kurz darauf schon ein neues Gebäude benötigt. Die Schule wurde 1977 im Bildungszentrum der Stadt angesiedelt.

## Infrastruktur

### Schulgebäude
Das Schulgebäude des Gauß-Gymnasiums verfügt insgesamt über fünf Geschosse: Im Untergeschoss befinden sich Klassenräume und Räume für den Werkunterricht, die auch von den Schülern der Mainzer Studienstufe mitbenutzt werden. Die Räume der Kunstpädagogik im Erdgeschoss werden auch von den Schülern des benachbarten Rudi-Stephan-Gymnasiums mitbenutzt. Im ersten Obergeschoss sind hauptsächlich die Fachräume für den Biologie-, Chemie- und Physikunterricht sowie eine Schulbibliothek zu finden. Im zweiten und dritten Obergeschoss befinden sich Klassen- und Kursräume, im dritten zudem einige Räume für den Musikunterricht.

### Außengelände

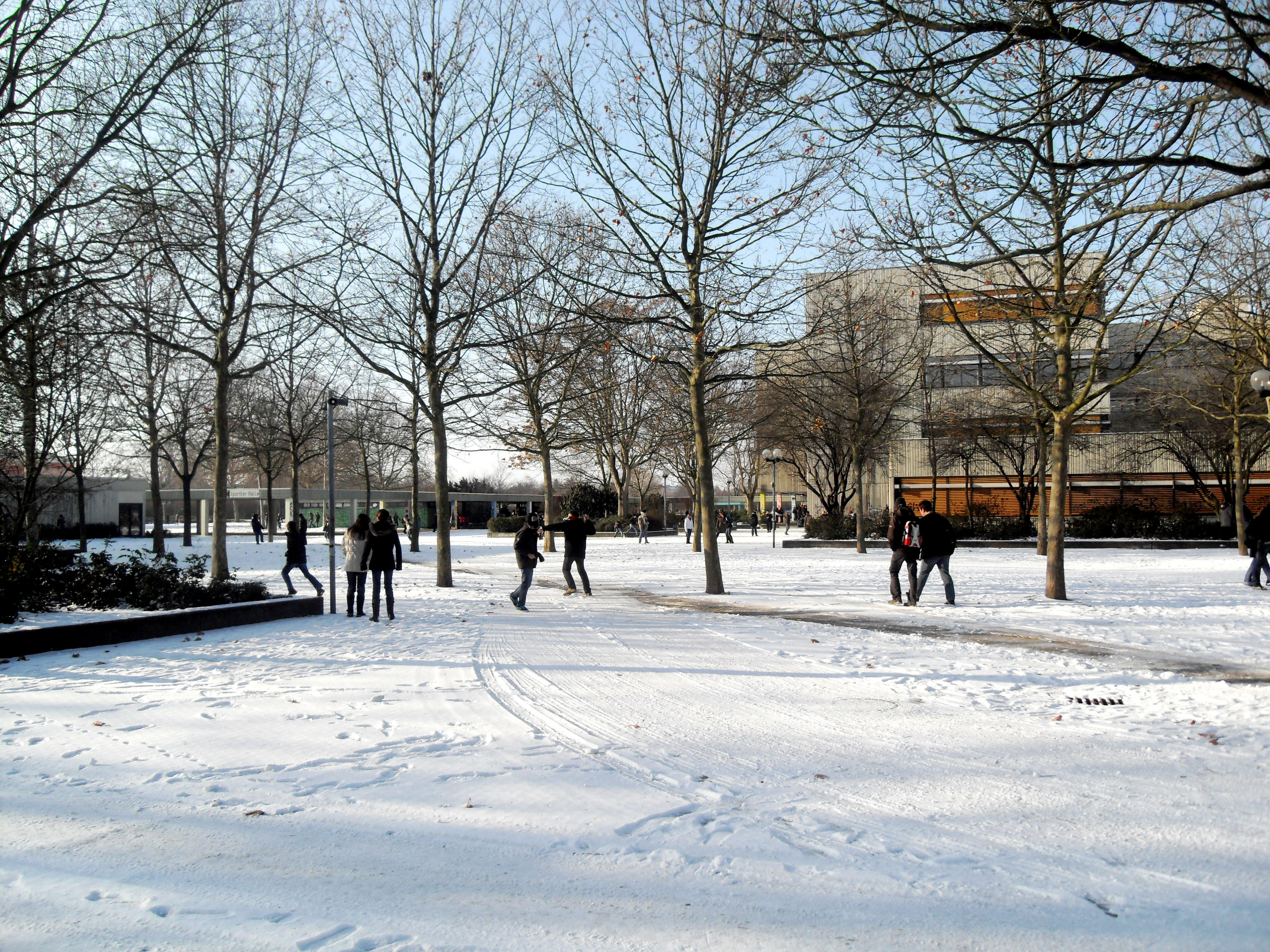
Der Schulhof des Gauß-Gymnasiums

Das Gauß-Gymnasium und das Rudi-Stephan-Gymnasium teilen sich einen Schulhof. Von den zwei Turnhallen wird eine von allen Schülern des Wormser Bildungszentrum genutzt. In der Nähe des Gauß-Gymnasiums ist ein frei zugänglicher sowie ein Lehrer-Parkplatz zu finden. Zusätzlich gibt es eine Fahrradabstellanlage, die von Schülern und Lehrern des Gauß-Gymnasiums und des Rudi-Stephan Gymnasiums benutzt wird.

### Verkehrsanbindung
Das Wormser Gauß-Gymnasium und das Bildungszentrum sind günstig von der Von-Steuben-Straße aus zu erreichen, einer der Hauptstraßen in Worms. Das Bildungszentrum besitzt dabei eine eigene Einfahrt an der Kreuzung mit der Von-Steuben-Straße und Kurfürstenstraße.

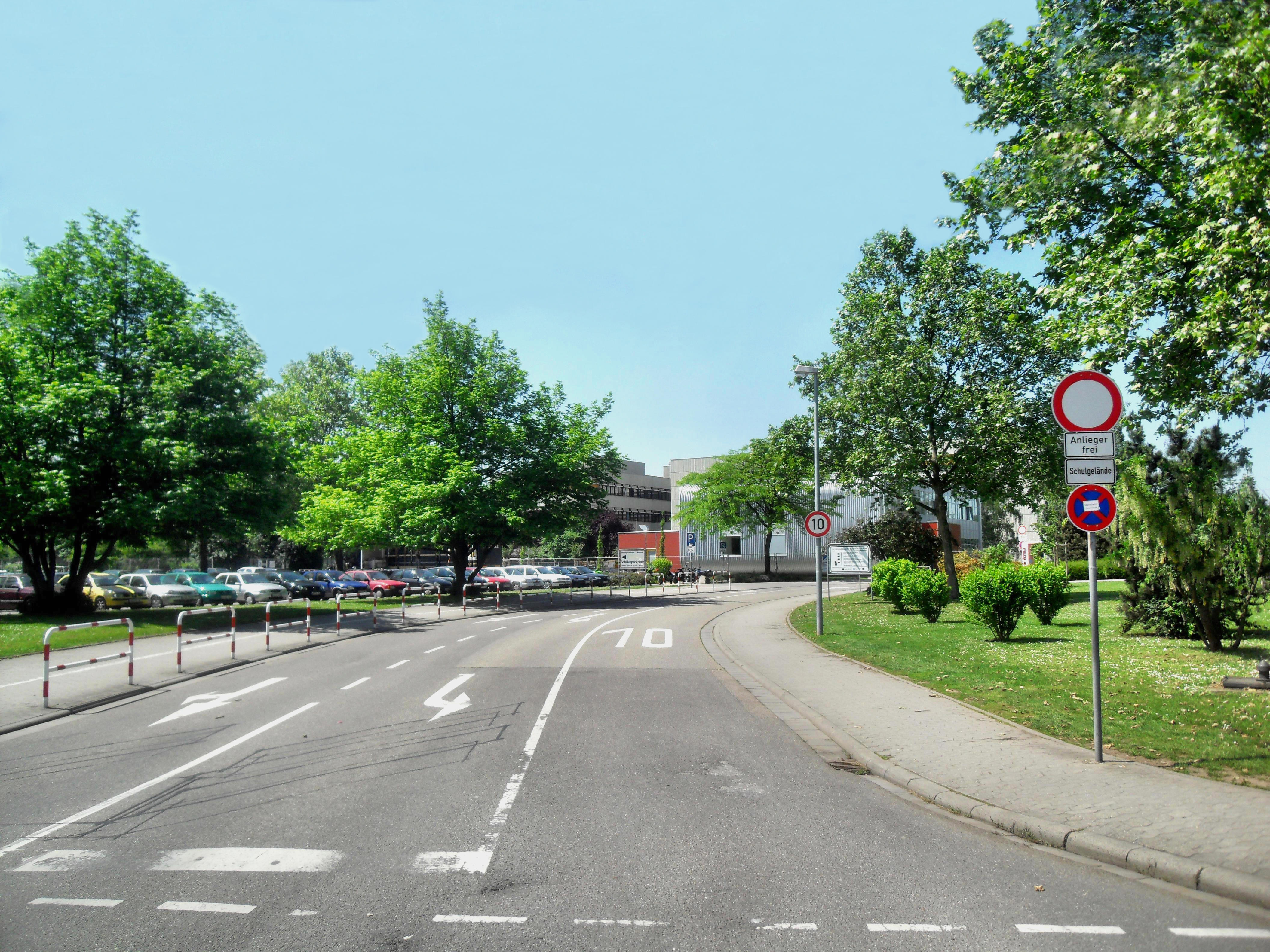
Die Haupteinfahrt des Wormser Gauß-Gymnasiums und des Bildungszentrums

Auch befindet sich an der Von-Steuben-Straße eine stark frequentierte Bushaltestelle, die für alle Schüler des Wormser Bildungszentrums angelegt ist. Alle Linien Richtung Innenstadt, nördliches und südliches Einzugsgebiet von Worms fahren dabei über den Wormser Busbahnhof am Wormser Hauptbahnhof.

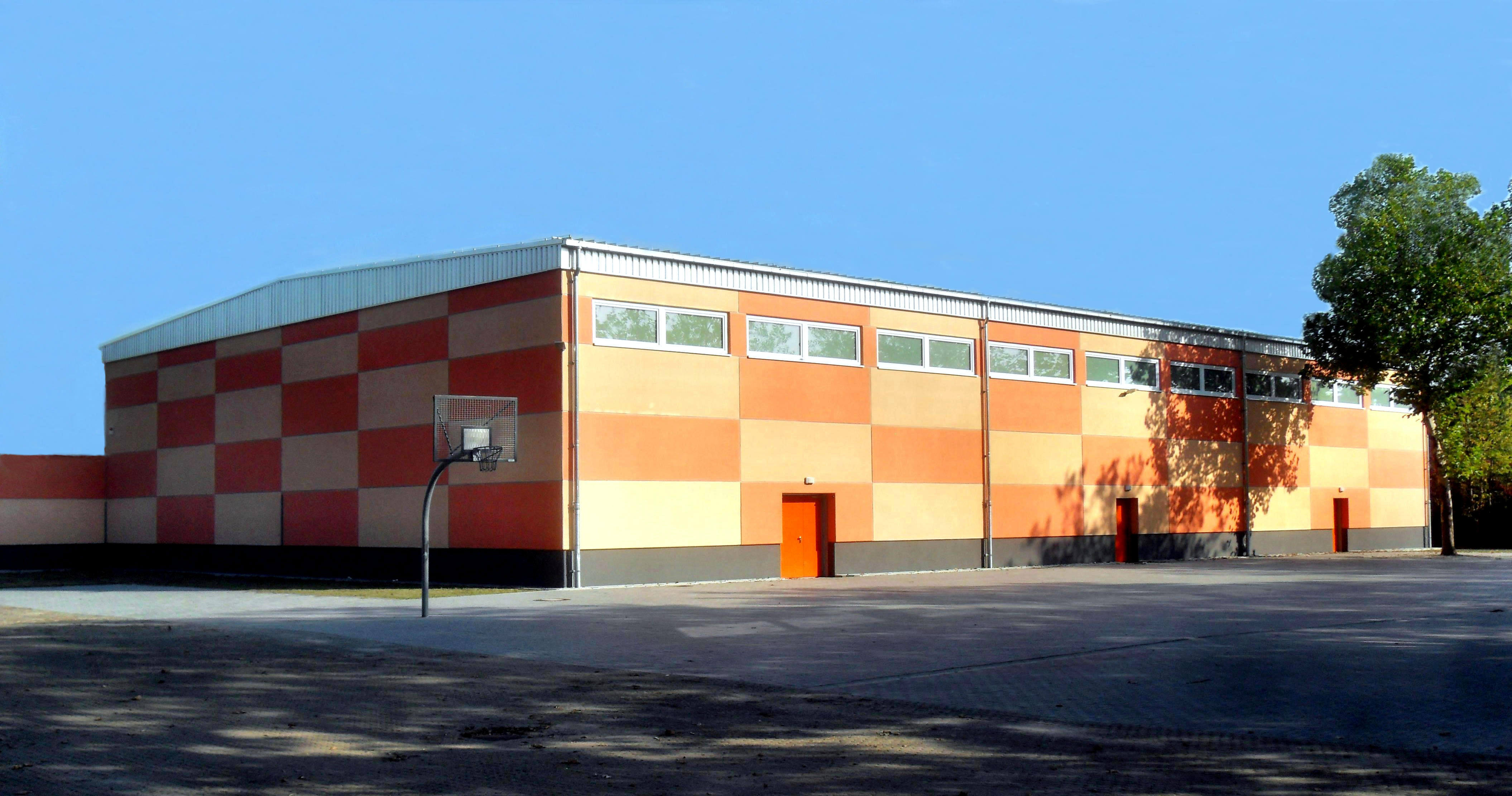
Eine der Turnhallen auf dem Gelände
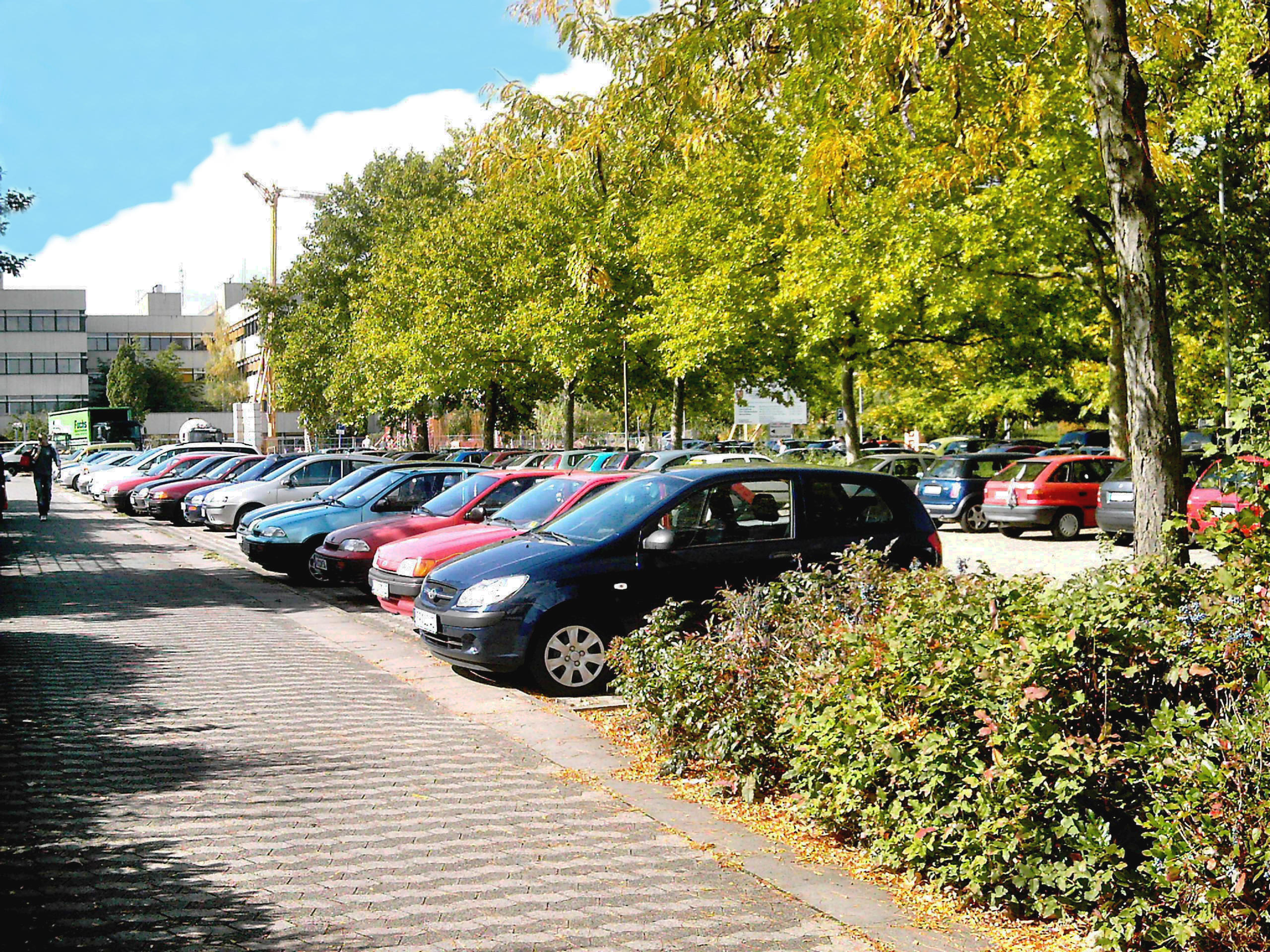
Der Schüler-Parkplatz des Gauß-Gymnasiums und des Bildungszentrums
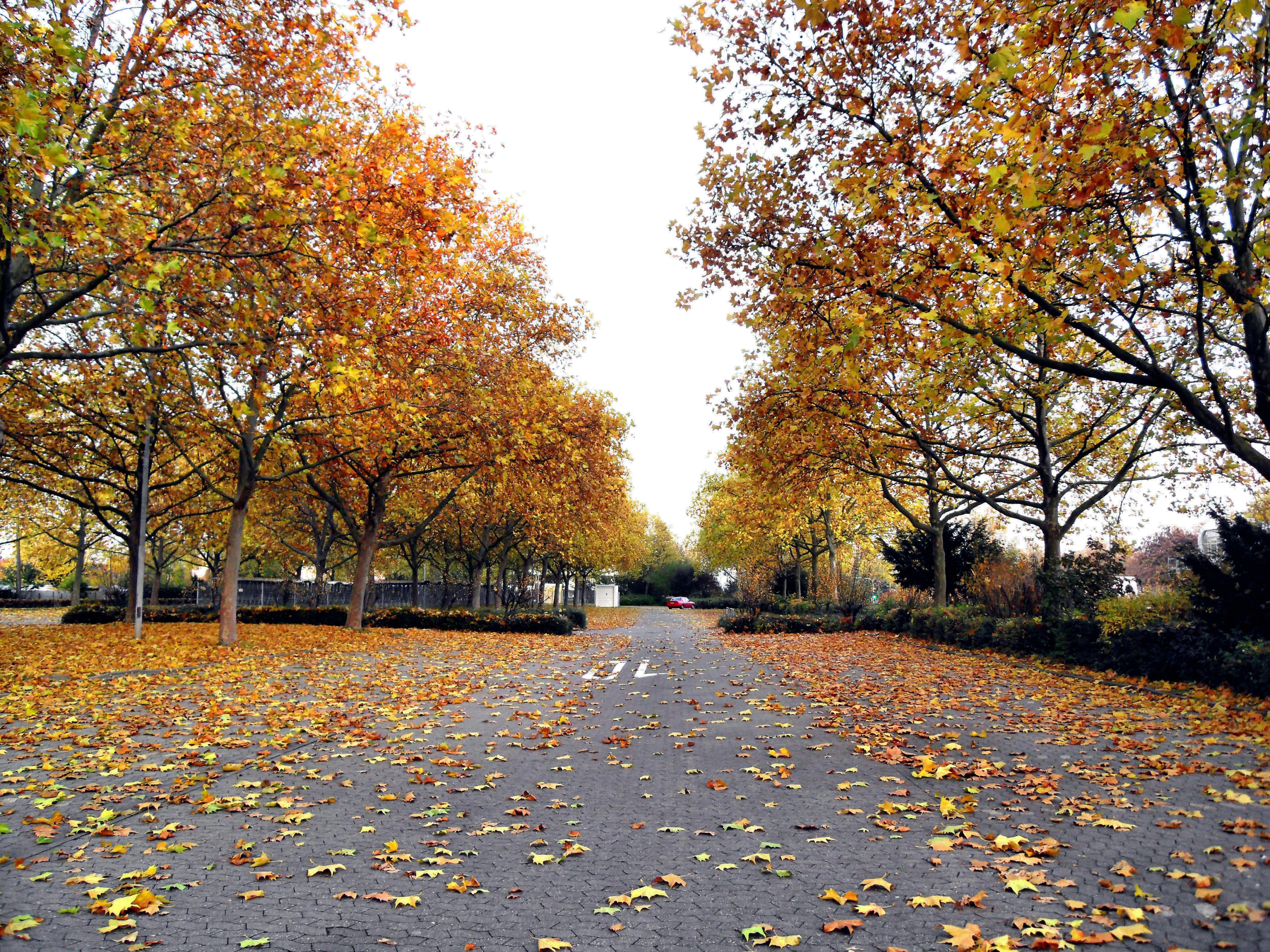
Der Parkplatz der Lehrer des Gauß-Gymnasiums und des Bildungszentrums
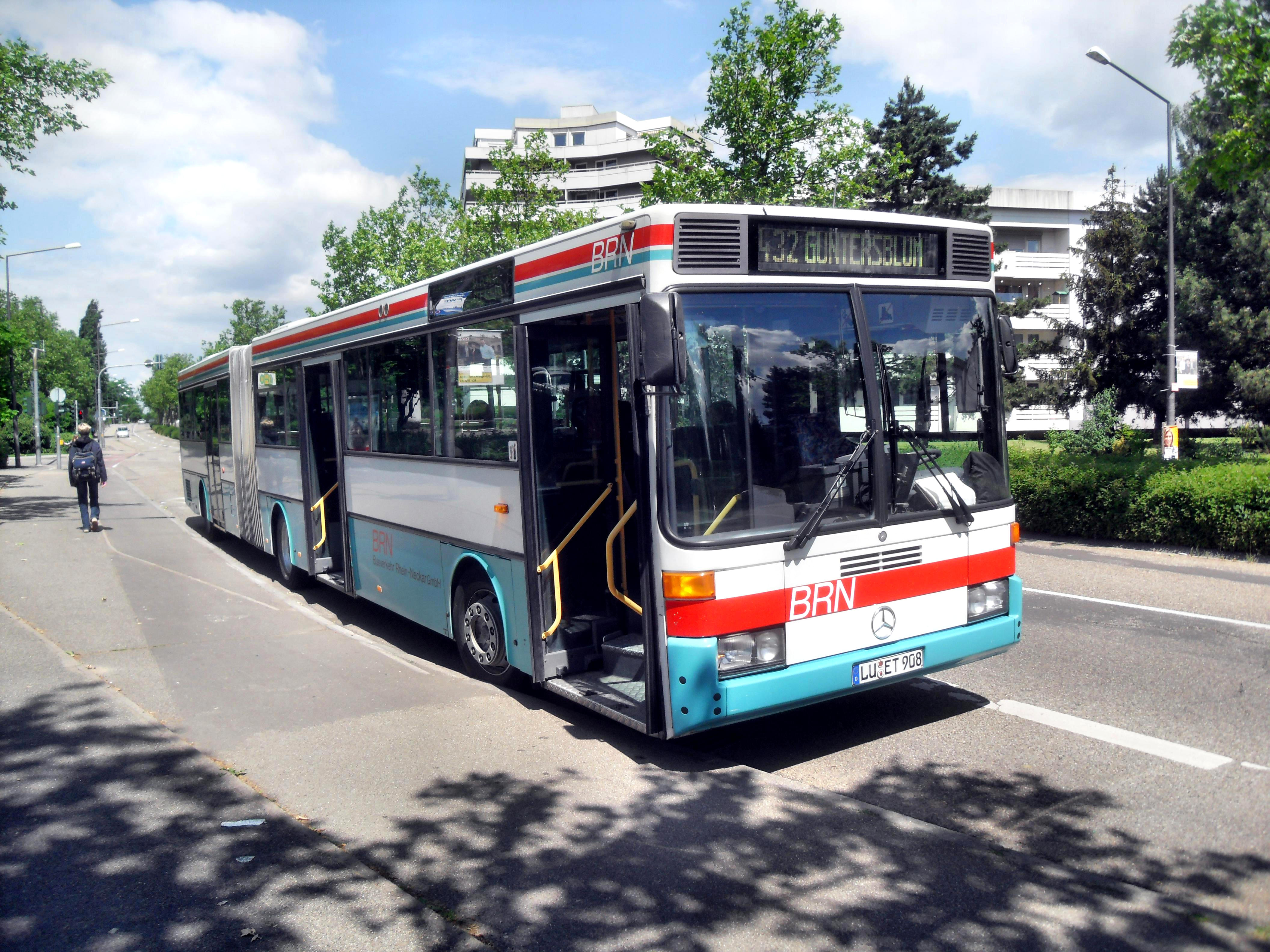
Mercedes-Benz-Bus O 407 in der Bushaltestelle des Gauß-Gymnasiums und des Bildungszentrums in Richtung Worms Hauptbahnhof

## Arbeitsgemeinschaften
Am Gauß-Gymnasium Worms gibt es folgende Arbeitsgemeinschaften:
- Chor
- Chinesisch
- Englisches Theater
- Forscherwerkstatt
- Klettern
- Robotik
- Schulsanitäter
- Segeln, Kajak und Co.
- Streitschlichter
- Theater (deutsch)
- Big Band (Schulorchester)
- Ledertänzer
- Umweltladen (Schülerfirma)

## Partnerschulen
Das Gauß-Gymnasium Worms hat verschiedene Partnerschulen in den USA, Frankreich und Spanien. Die Schule pflegt eine Partnerschaft zur Mercersburg Academy in Pennsylvania. Des Weiteren pflegt das Gymnasium Kontakt zum Collège Saint-Jacques in Joigny, Frankreich. Auch ein Austausch in Kooperation mit der Colegio Base in Madrid ist möglich.

## Bekannte Angehörige

### Lehrkörper
- Reinhold Schommers (1936–2000), Lehrer (1963–1973) und Heimatforscher

### Bekannte Schüler
- Ferdinand Eberstadt (1808–1888), Politiker
- Dieter Stolte (1934–2023), Journalist, Intendant des Zweiten Deutschen Fernsehens
- Reinhold Schäfer (1945–2022), Informatiker
- Gerhard Kilian (* 1947), Jurist, Politiker (CDU), Landrat des Landkreises Helmstedt
- Oliver Stoll (* 1964), Althistoriker
- Bodo Schiffmann (* 1968), Mediziner
- Jörg Strehlow (* 1970), Journalist
- Marcus Held (* 1977), Politiker (SPD), MdB, ehemaliger Stadtbürgermeister von Oppenheim